# Magno Alves de Araújo
Magno Alves d'Araújo (Aporá, Brasil, 13 de gener de 1976) és un futbolista brasiler. Va disputar 3 partits amb la selecció del Brasil.